# Alter Markt (Dortmund)

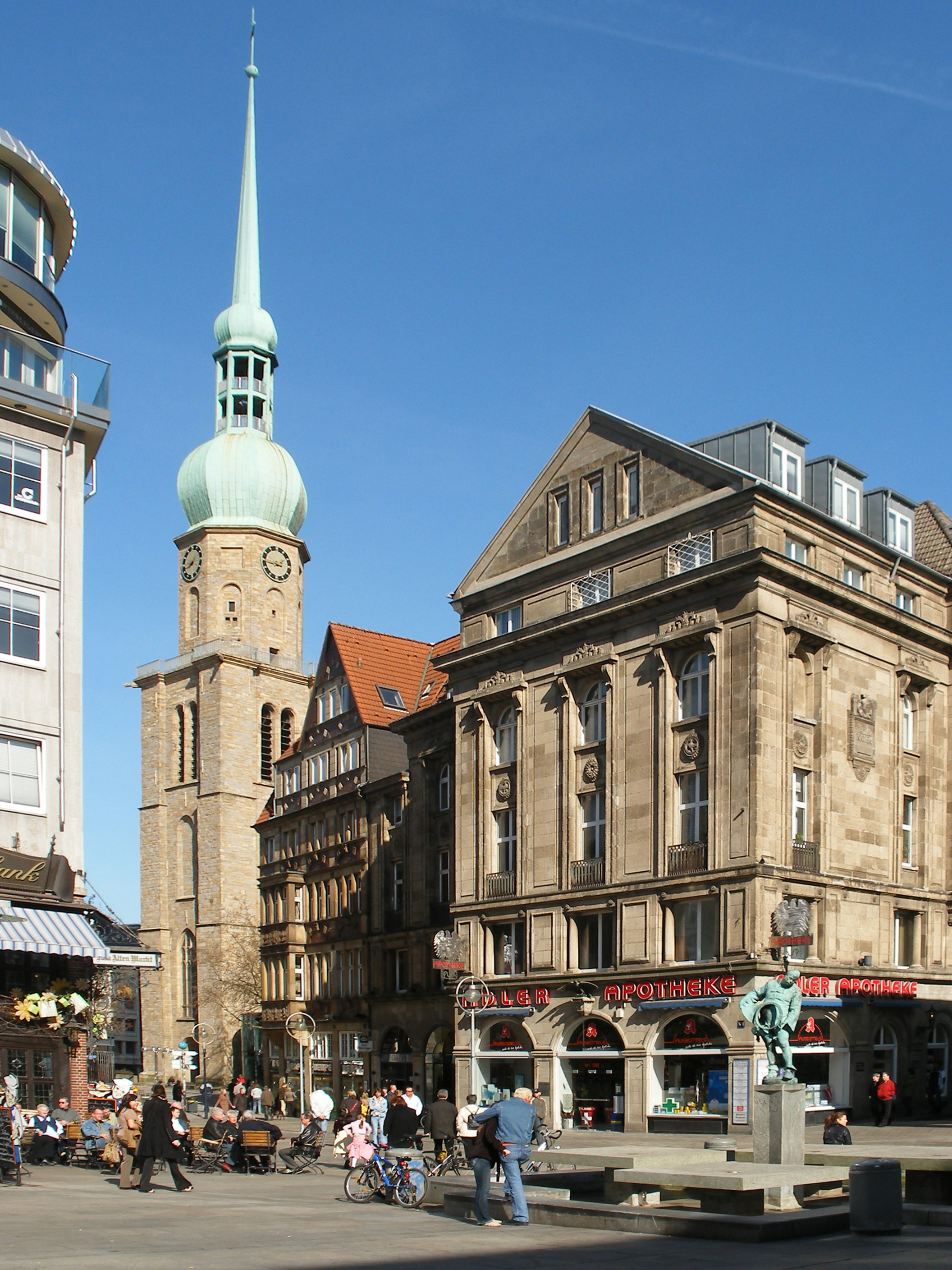
Der Alte Markt und die Reinoldikirche

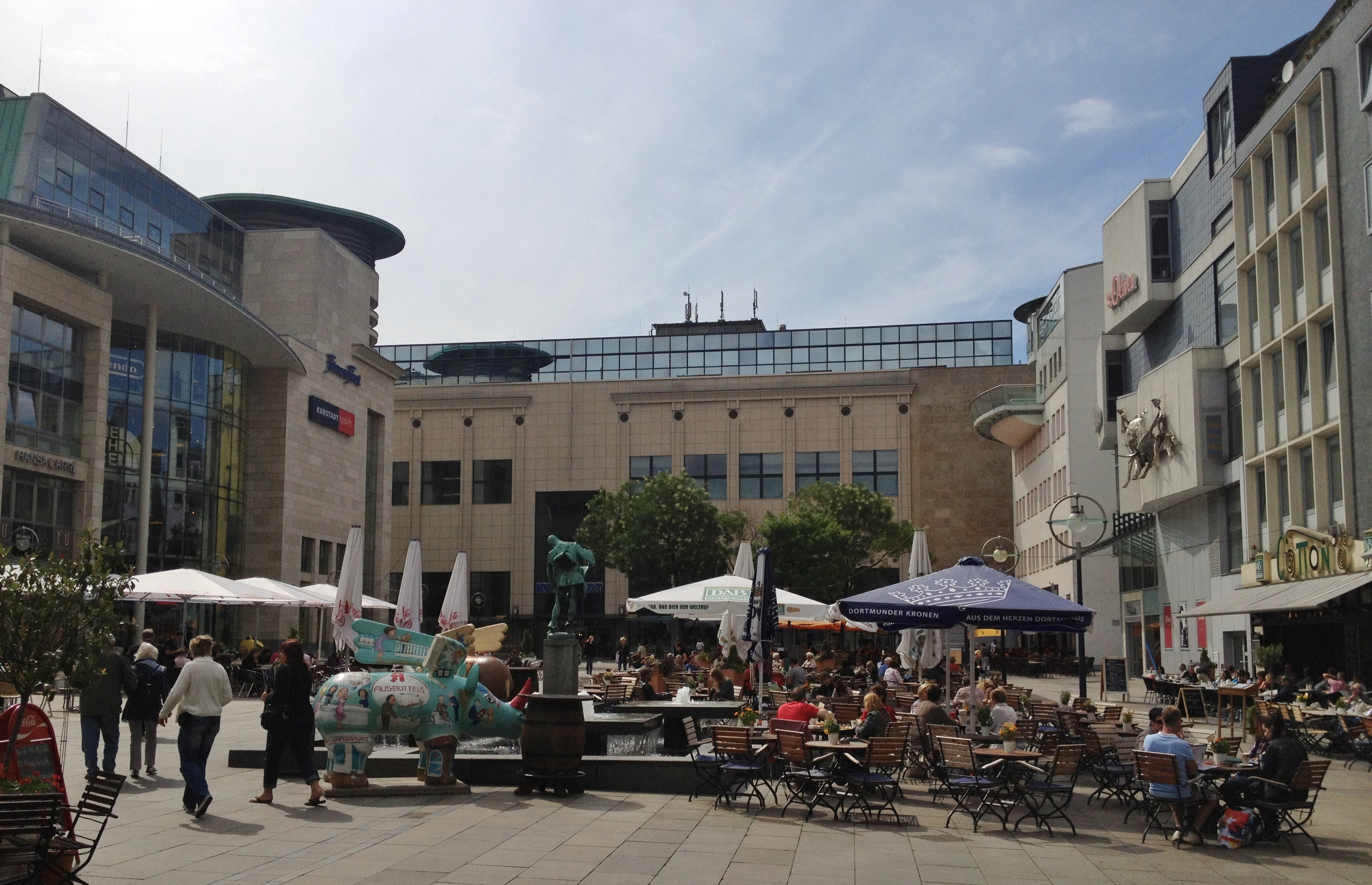
Der Alte Markt mit Bläserbrunnen

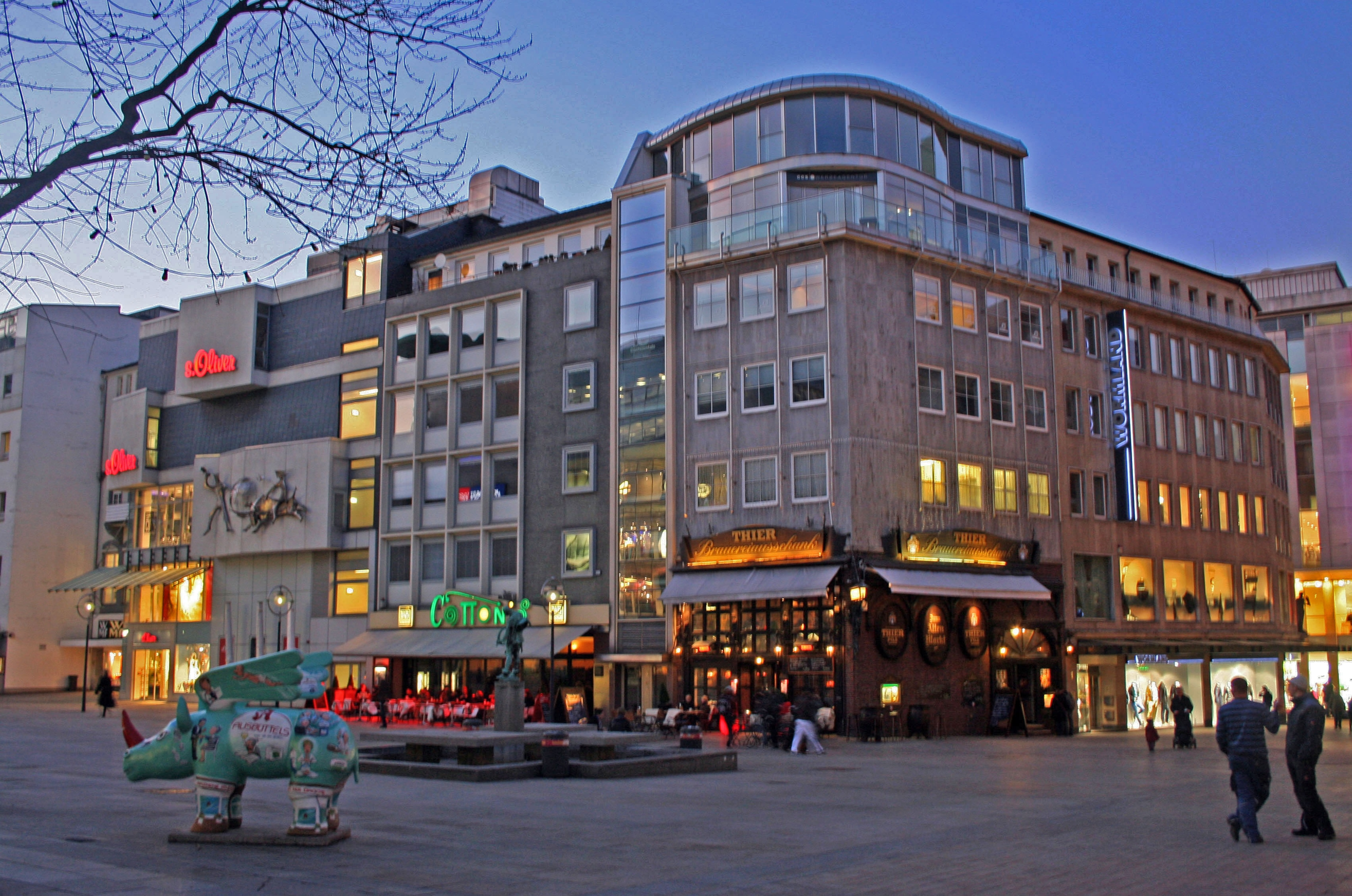
Moderne Bebauung entlang der Nordseite am Alten Markt

Der Alte Markt in Dortmund ist das historische Zentrum und einer der ältesten Plätze der Stadt. Angelegt wurde er wahrscheinlich bereits im 9. Jahrhundert. Der Alte Markt liegt südlich der Einkaufsstraße Westenhellweg. Bis zu seinem Abriss 1955 stand hier das Alte Dortmunder Rathaus, der älteste Profanbau nördlich der Alpen. Im Nordosten des Platzes befindet sich der 1901 erbaute Bläserbrunnen.

## Geschichte
Wann der Alte Markt genau angelegt wurde, ist durch die schwierige Quellenlage nicht mit letzter Gewissheit zu sagen. Er entstand wahrscheinlich bereits im 9. Jahrhundert nach der ersten Stadterweiterung. Damals wurde die Stadt erstmals auf das Gebiet südlich des Hellwegs erweitert. Die Parzellengrößen an der Nordseite des Markts hin zum Westenhellweg lassen dabei den Rückschluss zu, dass sie nach allen anderen am Hellweg selbst angelegt wurden, der Markt also später entstanden sein muss. Als Grund für die Errichtung des Marktplatzes werden die zu klein gewordenen Marktflächen entlang der bestehenden Straßen vermutet.
Am Alten Markt stand bis zum Abriss im Jahr 1955 das historische Rathaus der Reichs- und Hansestadt. Das bis ins Jahr 1240 dokumentierte Gebäude galt als das älteste steinerne Rathaus Deutschlands. Um den Markt gruppierten sich im Mittelalter die historischen Zunft- und Gildenhäuser der Dortmunder Hansekaufleute. Hier befindet sich auch das seit 1430 verbürgte Stammhaus der Privatbrauerei Dortmunder Kronen ("Wenkers"). Ebenso das an historischer Stelle stehende Gebäude der Adler Apotheke von 1914 wurde wieder aufgebaut. Das älteste heute noch erhaltene Gebäude ist Markt 11 an der Nordseite aus dem Jahre 1905.
Im Zweiten Weltkrieg wurde die historische Innenstadt nahezu vollständig zerstört. Im Zuge der Neuordnung der Innenstadt beim Wiederaufbau wurde der Marktplatz mehrere Meter nach Süden verschoben und die Platzkanten begradigt. Dabei kam es zu einzelnen Abrissen noch erhaltener Gebäude. An Stelle der alten Architektur wurde moderne Zweckarchitektur errichtet. Die westliche Flanke nimmt vollständig das ehemalige Althoff-Kaufhaus, heute Karstadt, ein. In der Mitte des Marktes entstand eine Kioskanlage mit unterirdischer Bedürfnisanstalt.
Ende der 1980er Jahre wurde der Alte Markt grundlegend saniert. Die Bedürfnisanstalt verschwand, der Markt wurde hell aufgepflastert und im westlichen Teil entstanden Sitzgelegenheiten mit einzelnen Bäumen. Nach dem Abriss der Stadt- und Landesbibliothek wurde an ihrer Stelle das Sporthaus der Karstadt AG mit heller Sandsteinfassade neu errichtet. Im Anschluss investierten auch alle anderen Anrainer in ihre Fassaden, so dass der Alte Markt heute einheitlich von hellen, freundlichen Fassaden umgeben ist.
Der Alte Markt bildet das Zentrum des Dortmunder Weihnachtsmarkts.
Rund um den Alten Markt dominiert heute die Gastronomie, die in den Sommermonaten annähernd den gesamten Platz bestuhlt. Der Alte Markt wird weiterhin häufig für Stadtfeste genutzt. Vor und nach Fußballspielen pulsiert hier das Fanleben. Während der Fußball-Weltmeisterschaft 2006 kam es beim Spiel Deutschland gegen Polen auf dem Alten Markt zu Ausschreitungen von Hooligans.
Der städtische Wochenmarkt findet heute nicht mehr auf dem Alten Markt statt, sondern auf dem sich südwestlich anschließenden Hansaplatz.
Über Jahrhunderte befand sich im Südwesten des Platzes der Marktbrunnen. Der Marktbrunnen ist als Bodendenkmal klassifiziert und steht in der Denkmalliste der Stadt Dortmund. Heute erinnert eine Bodeninschrift an den Standort.

## Historische Ansichten

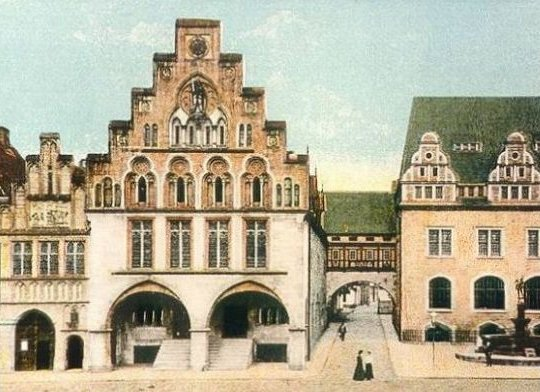
Altes Rathaus mit Schaugiebeln zum Alten Markt, Ansichtskarte um 1920
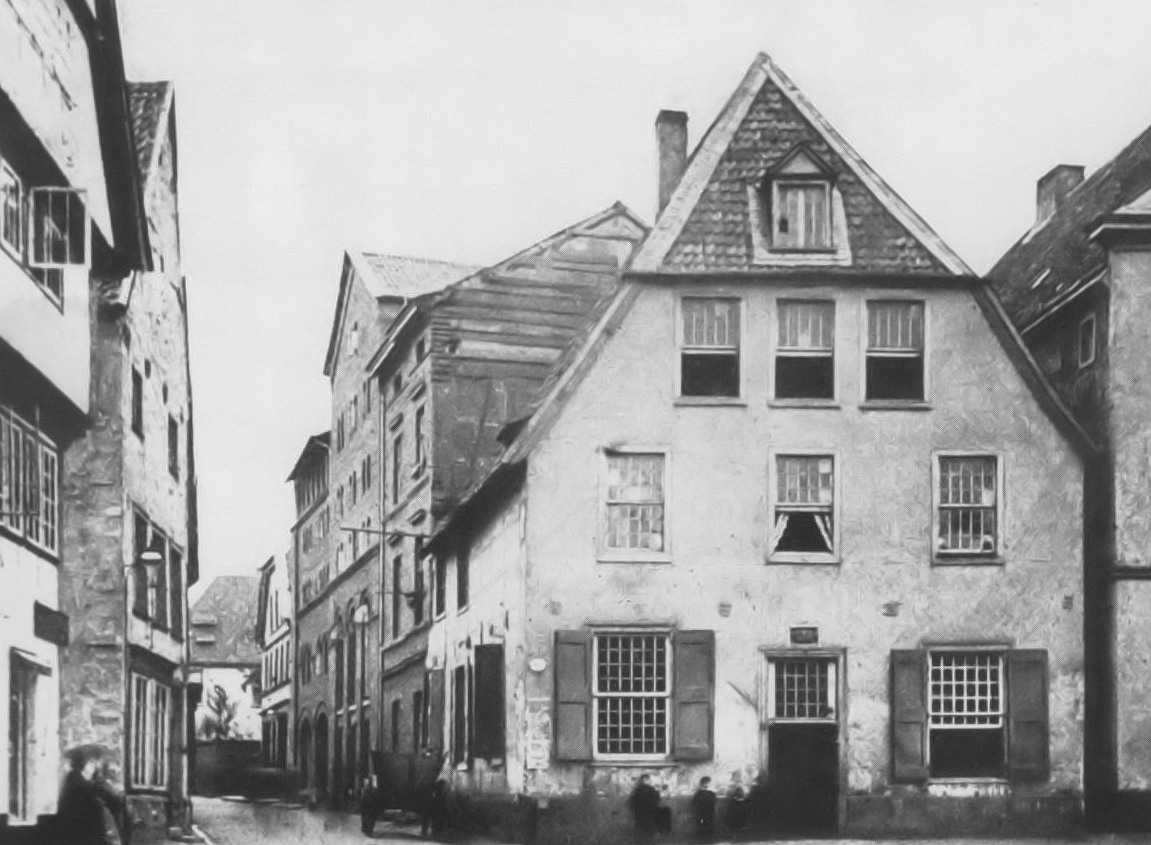
Das Stammhaus der Kronenbrauerei um 1860. Das hohe Gebäude im Hintergrund war die frühere Brauerei.
Der Alte Markt 1875, Blick zur Westseite
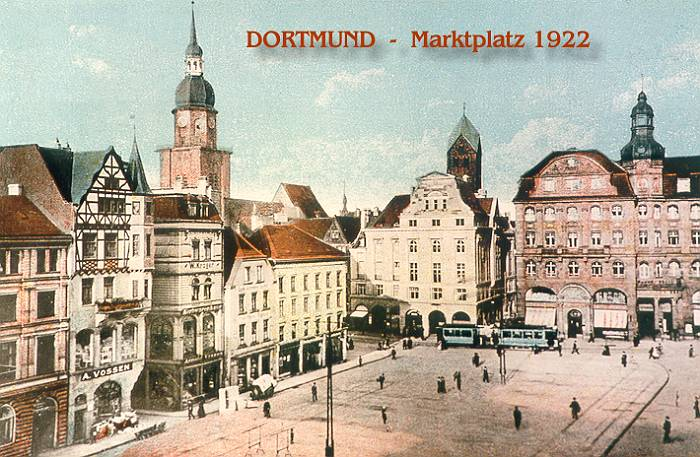
Historische Ansicht des Alten Marktes nach Nord-Osten, um 1922
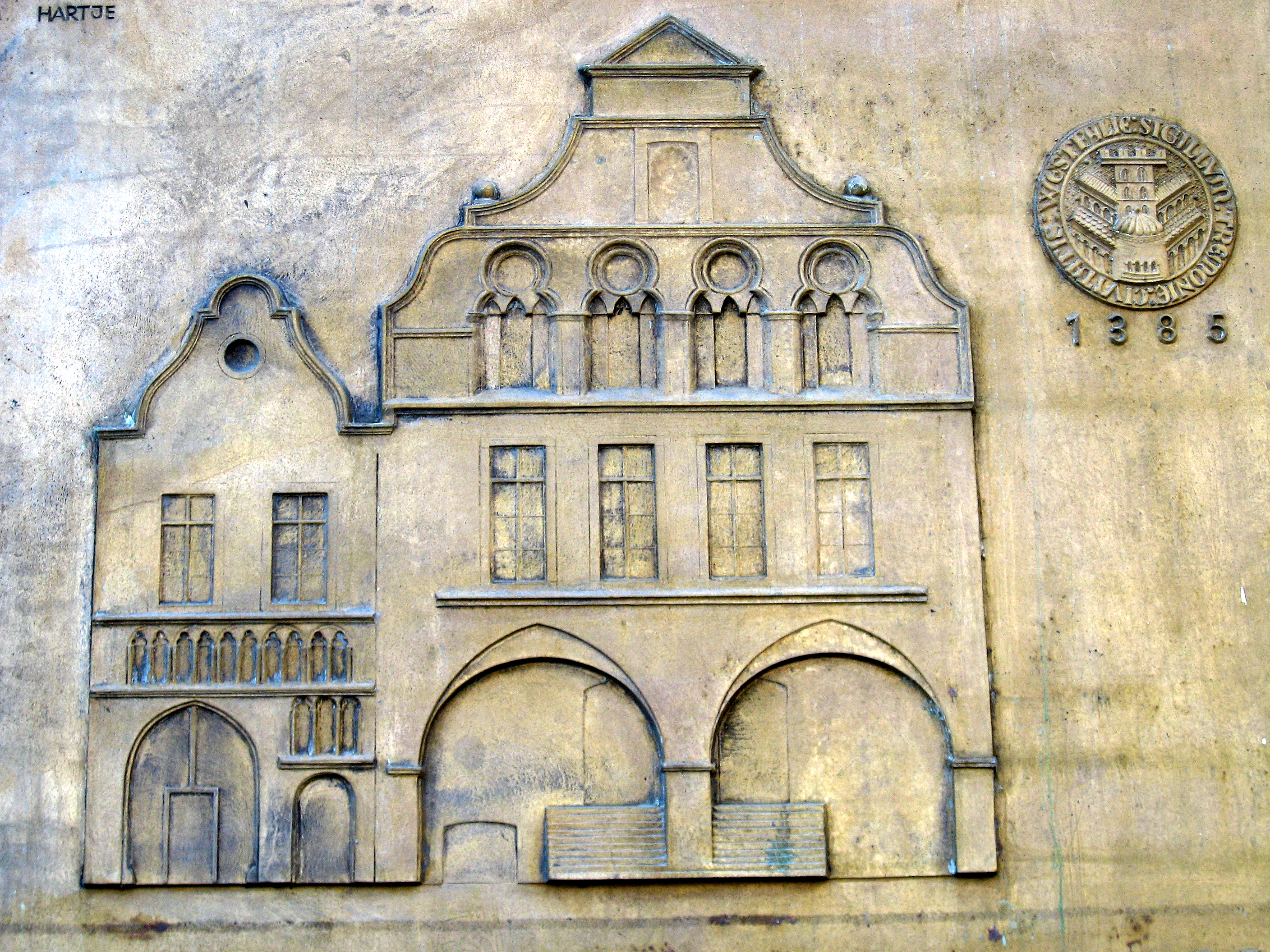
Gedenktafel für den Standort des Alten Rathauses an einem Geschäftshaus an der Südseite des Alten Marktes
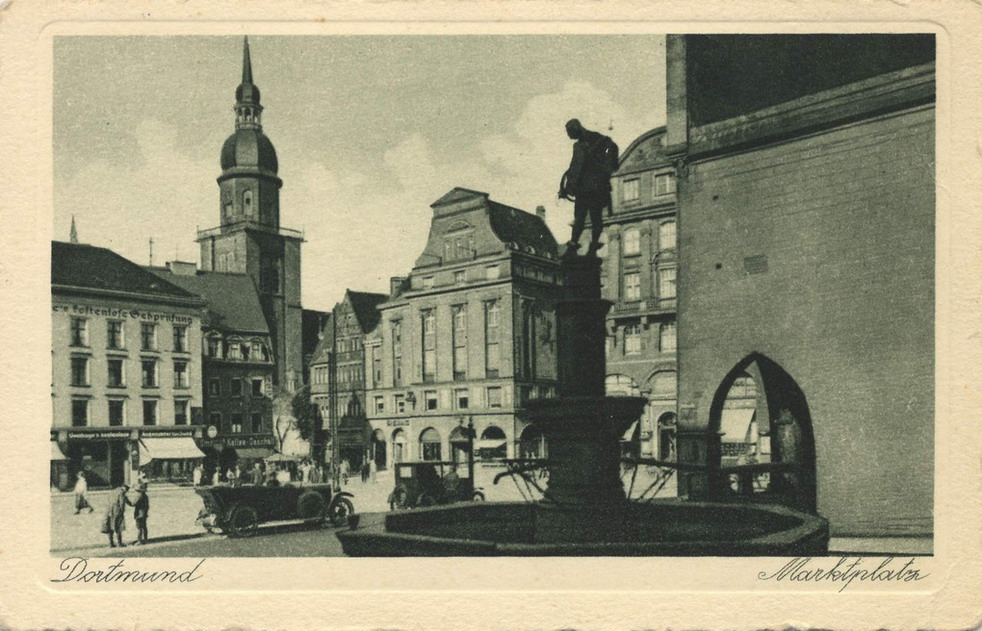
Alter Markt, Blick aus Richtung des Alten Rathauses zur Reinoldikirche